# Zemětřesení na Jávě 2017
K zemětřesení na Jávě došlo 15. prosince 2017 na jihozápadě indonéského ostrova Jáva. Zemětřesení mělo podle United States Geological Survey sílu 6,5 a jeho hypocentrum se nacházelo v hloubce zhruba 91 až 92 kilometrů pod zemí. Podle jiného zdroje mělo zemětřesení sílu až 6,9. Na Mercalliho stupnici dosáhlo zemětřesení intenzity VI (Silné). Lidé mohli ucítit zemětřesení na západě a v centru Jávy, případně na východě Jávy nebo jihu Sumatry.
Stovky budov v blízkosti epicentra utrpěly škody. Při otřesu dohromady zemřeli 4 lidé a několik utrpělo zranění.